# Isabella Albrizzi-Teotochi
Isabella Gräfin Albrizzi-Teotochi (28. listopadu 1760, Korfu – 27. září 1836, Benátky) byla benátská spisovatelka, která ve svém domě vedla literární salon.

## Životopis
Pocházela ze šlechtické rodiny usazené na Korfu. V roce se přistěhovala do Benátek jako manželka benátského patricia Karla Antona Marina. Po jeho smrti se vdala za inkvizitora hraběte Giuseppa Albrizziho. Mezi její hosty patřili Ippolito Pindemonte, Antonio Canova, Ugo Foscolo, Angelo Quirini, Dominique Vivant Denon, George Gordon Byron, Melchiore Cesarotti, Vittorio Alfieri, Lazzaro Spallanzani, Anne Louise Germaine de Staël a Alexander von Humboldt. Ve svém díle „Ritratti“ (1807) popsala mnoho z těchto osobností.

## Dílo
- Descrizione delle opere di scoltura e plastica di Antonio Canora
- Vita di Vittoria Colonna
- Difesa della Mirra d’Alfieri
- Ritratti (Brescia 1807)